# Masque
Masque (maska) – typowo angielska forma muzyczna (wstępna forma opery i baletu) odpowiednik włoskiej opery, jednak mniej sformalizowany i cechujący się większą naturalnością. Łączy elementy pantomimy, tańca, deklamacji i śpiewu. Od opery różni się też brakiem wyraźniejszego podziału na arie i recytatywy i wysoce prowizoryczną treścią.
W XVII wieku popularne były maski z bohaterami-bogami, uosabiającymi siły przyrody. Występowali w nich także władcy: Karol I (a w operach typu włoskiego cesarz Leopold I). Za najlepsze uchodzą komponowane przez Anglików: Purcella i Arne.
Maska składała się z następujących części:
- wstęp – komentarz mówiony, wyjaśniający akcję, pieśni
- great masque - pantomina tancerzy w maskach i pieśni
- main dance – główny taniec
- tańce z udziałem publiczności (gagliardy, branles)

Wczesną maską zajmowali się Thomas Campion (1567–1620), Alfonso Ferrabosco (zm. 1628) oraz Robert Johnson (1583-1633). W późniejszych maskach przenika styl monodyczny. Z kolei schyłkową fazą maski zajmowali się Christopher Gibbons i Henry Cooke. Jedną z bardziej znanych masek jest Cupid and Death (1653) Christophera Gibbonsa i Matthew Locke’a.